# Le Grand Café Capucines
 (août 2013).
Pour les articles homonymes, voir Le Grand café.

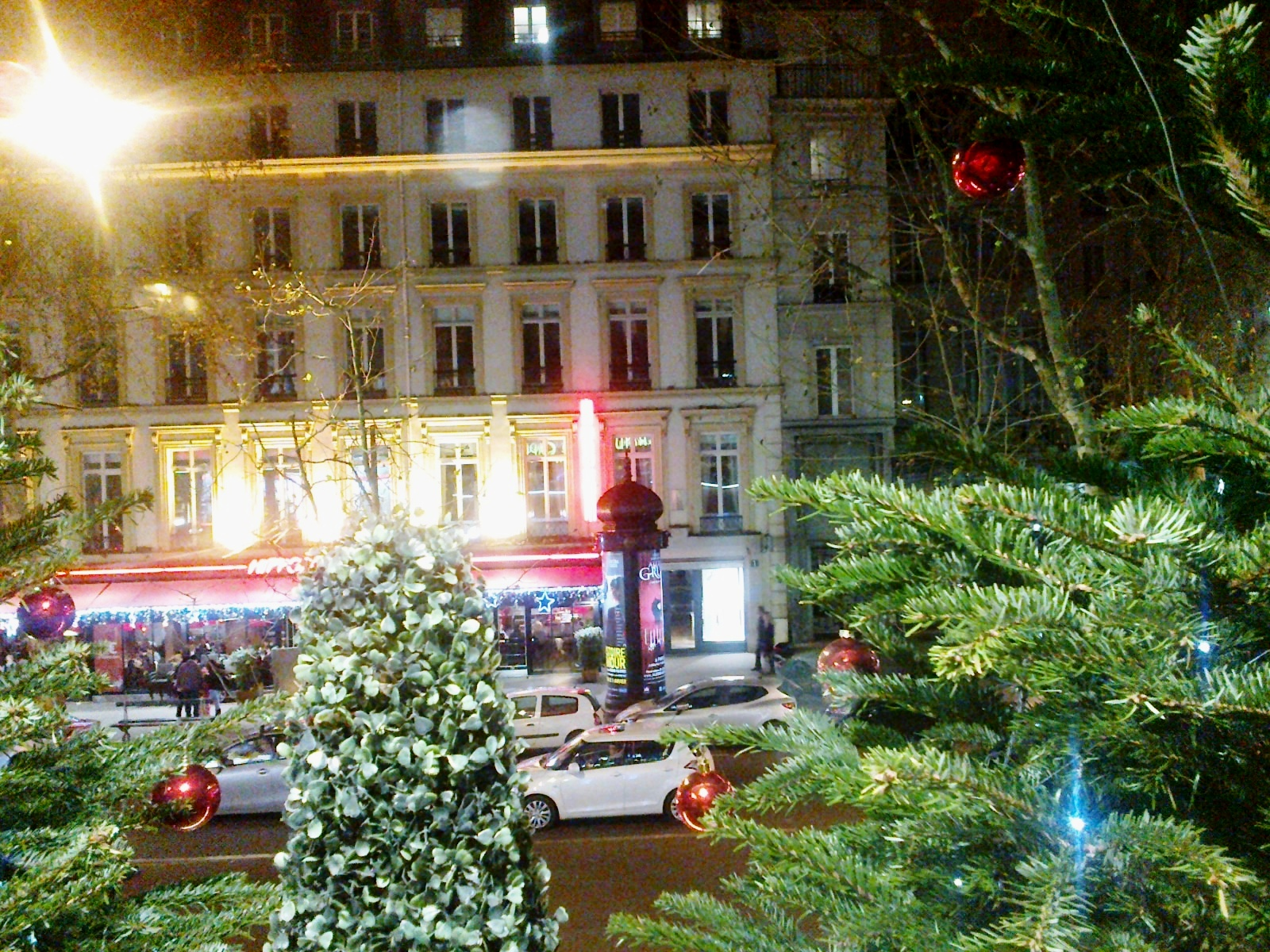
Grand Café Capucines en 2013.

Le Grand Café Capucines est une brasserie parisienne située dans le 9e arrondissement de Paris. 

## Situation et accès
Ce restaurant Art nouveau à la cuisine traditionnelle se trouve au 4 boulevard des Capucines, près de l’Opéra Garnier.

## Historique
Le Grand Café Capucines est créé en 1875, au même moment où a lieu l’inauguration de l’opéra Garnier. Le boulevard des Capucines est au cœur du quartier des théâtres et l’activité y est incessante.
En 1874, les impressionnistes exposent dans l’atelier du photographe Nadar au no 35 ; l’Olympia ouvre ses portes en 1893 ; les théâtres fleurissent.
Le 28 décembre 1895 a lieu la première projection d'images animées par les Frères Lumière au Salon indien du Grand Café au 14, Bd des Capucines.
La brasserie a obtenu le titre de maître restaurateur en juin 2013.

## Architecture et décoration

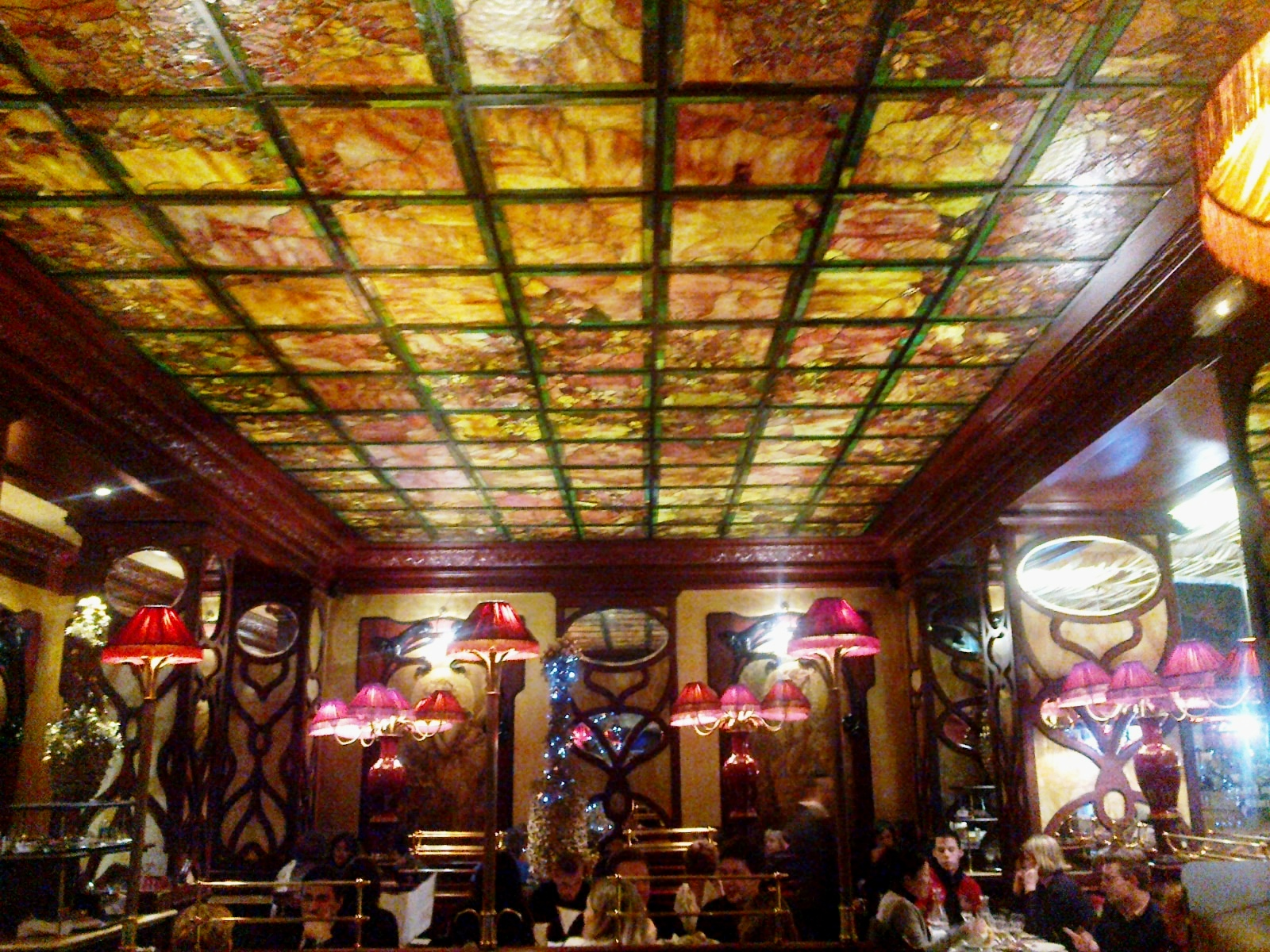
Plafond du Grand Café Capucines en 2013.

Pendant plus d'un siècle, le Grand Café Capucines a adopté une esthétique Art nouveau, rappelant la Belle Époque, avec une grande verrière aux tons de l'automne, des boiseries, chaises sculptées et banquettes capitonnées. Il a été rénové par Jacques Garcia, célèbre décorateur, avant d'être profondément transformé au printemps 2019 par le studio Toro et Liautard.
Ce site est desservi par la station de métro Opéra.